# Makhado (gmina)
Makhado – gmina w Republice Południowej Afryki, w prowincji Limpopo, w dystrykcie Vhembe. Siedzibą administracyjną gminy jest Louis Trichardt.